# NGC 5620
NGC 5620 este o galaxie situată în constelația Ursa Mică. A fost descoperită în 3 aprilie 1785 de către William Herschel. Se află la o distanță de 129,88 de megaparseci de Pământ.